# Praia da Bela Vista
A Praia da Bela Vista é uma praia da zona da Costa de Caparica, no concelho de Almada, distrito de Setúbal, em Portugal.
Localizada cerca de 1 km a Norte da Fonte da Telha o acesso pode ser efectuado por estrada municipal ou através do comboio Transpraia paragem número 17.

## Desportos
Sendo uma praia muito calma, e com um areal extenso (300m), é frequentada pela comunidade Kitesurfista .A zona legalmente naturista inicia-se 400m a sul do apeadeiro 17 e termina 700m a norte do apeadeiro da Fonte da Telha.